# Aktienbierbrauerei Gohlis

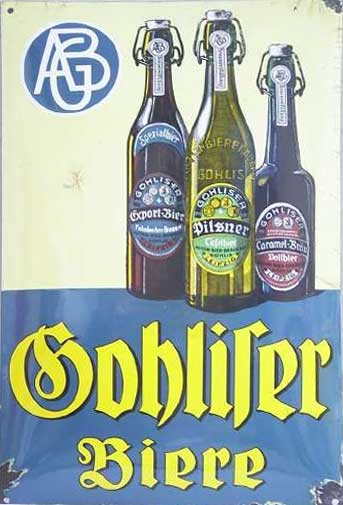
Werbung Gohliser Biere um 1900

Die Aktienbierbrauerei Gohlis war eine Brauerei im Stadtteil Gohlis von Leipzig. Die Brauerei wurde 1871 als Gohliser Actien-Brauerei gegründet und später in Aktienbierbrauerei Gohlis umbenannt. Nach einer Betriebszeit von 120 Jahren wurde die Brauerei 1991 geschlossen.

## Geschichte

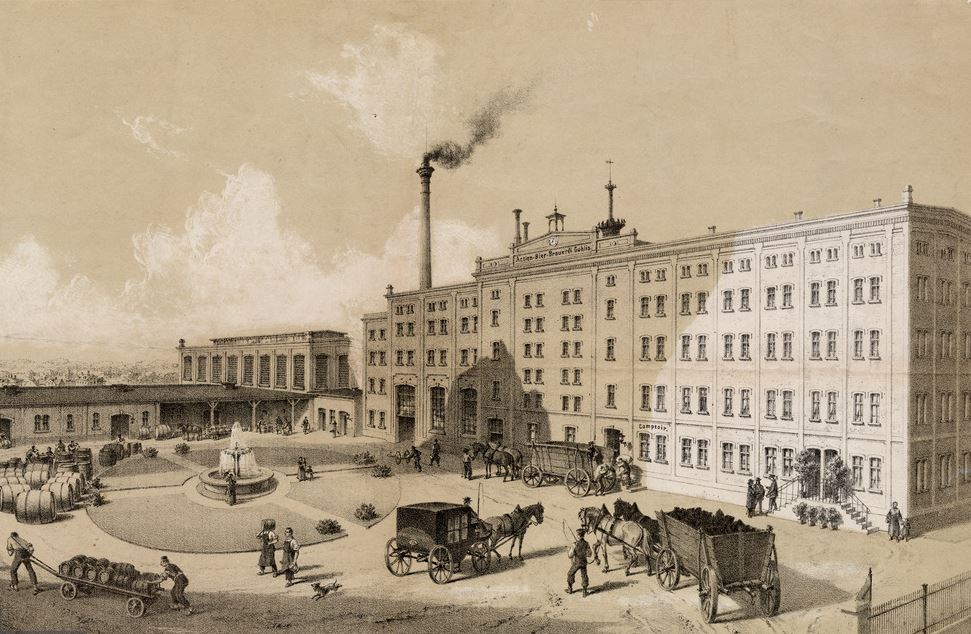
Die Brauerei um 1872

Die Gohliser Actien-Brauerei wurde 1871 an der Halleschen Straße 109–111 (heute Georg-Schumann-Straße) erbaut. Sie wurde von 2500 Aktionären mit einem Grundkapital von 250.000 Talern gegründet. 1872 erfolgte die Eintragung in das Firmenregister von Gohlis. Der Braubetrieb konnte am 28. Oktober 1872 aufgenommen werden und bis zum 30. September 1873 wurden hier 28.123 hl Bier hergestellt sowie ein Gewinn von 29.587 Talern erzielt. Das Grundkapital betrug im Jahr 1944 1.200.000 RM. Großaktionär war zu diesem Zeitpunkt die Riebeckbrauerei AG, Leipzig. Die Gesellschaft besaß in dieser Zeit etwa 20.000 m² Grundbesitz. Dazu gehörten auch verschiedene Gastwirtschaften wie das Schillerschlößchen, der Dorotheengarten, der Goldene Anker oder das Kaiser Friedrich.  Die Brauerei besaß mit dem Bräustüb'l auch einen eigenen Ausschank.
1950 wurde die Brauerei in die Aktienbrauerei Gohlis und im Jahre 1952 in die VEB Brauerei Gohlis umgewandelt. 1956 erfolgte die Angliederung an den VEB Sachsenbräu Leipzig. Ab 1964 firmierte die Brauerei als VEB (K) Sachsenbräu Leipzig, Werk III Gohlis und von 1969 bis 1990 als VEB Sachsenbräu Leipzig, Betriebsteil Gohlis im VEB Getränkekombinat Leipzig. 1991 erfolgte die Umfirmierung in Sachsenbräu AG, Betriebsteil Lipsona Erfrischungsgetränke. Im gleichen Jahr wurde der Betrieb geschlossen. Der Gebäudekomplex der Brauerei wurde 2006 abgerissen, Anfang 2011 wurde an gleicher Stelle das Stadtteilzentrum Gohlis mit Bibliothek und Einkaufsmöglichkeiten eröffnet.

## Sortiment
Das Sortiment umfasste unter anderem:
- Gohliser Lagerbier
- Gohliser Märzenbier
- Gohliser Pilsner
- Gohliser Bayrisch nach Münchner oder Culmbacher Art
- Gohliser Erlanger
- Gohliser Bockbier
- Gohliser Caramel

Weiterhin produzierte die Brauerei auch alkoholfreie Getränke, Eis, Malz und Futtermittel. 1972 wurde die Bierproduktion eingestellt. Danach wurden nur noch Erfrischungsgetränke, unter anderem auch die Lipsona Club Cola hergestellt.

## Galerie

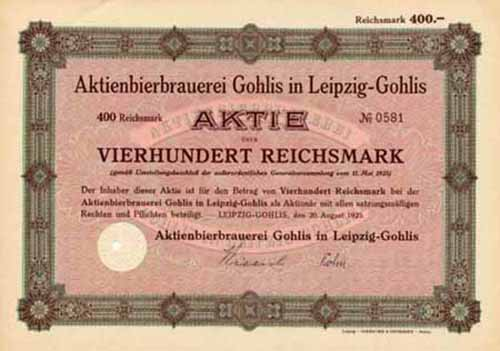
Aktie der Brauerei, 1925
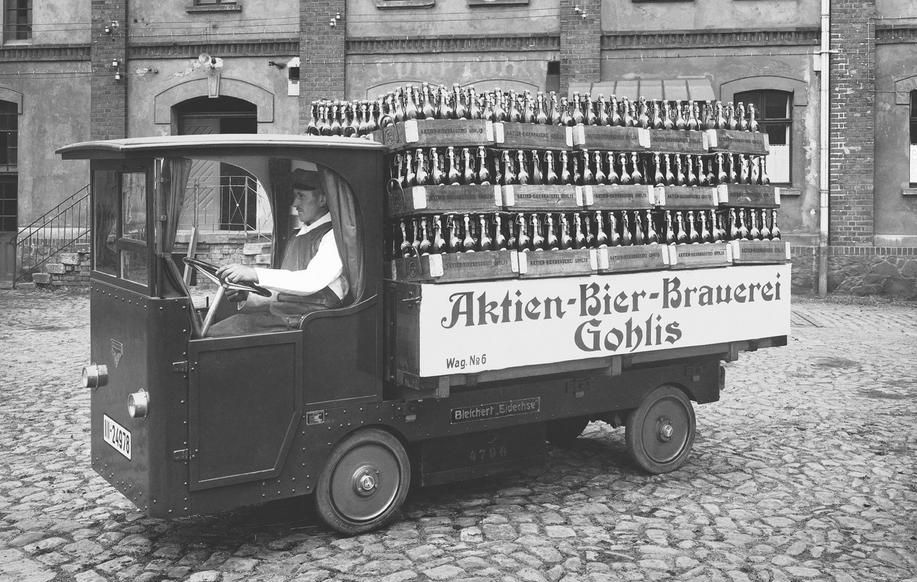
Bleichert Eidechse der Brauerei
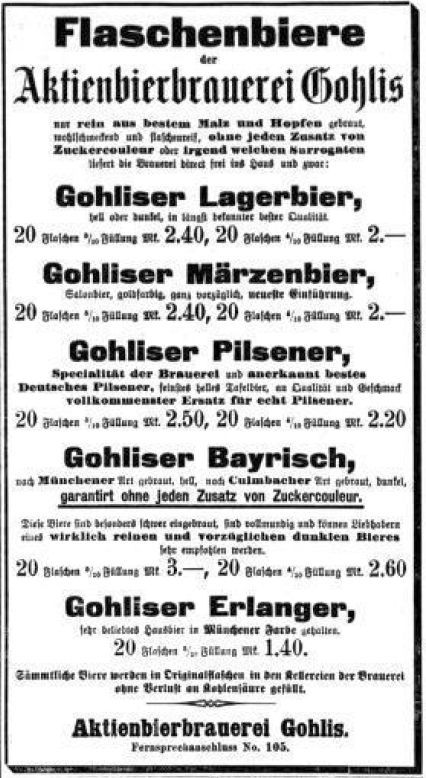
Um 1900 gebraute Biersorten
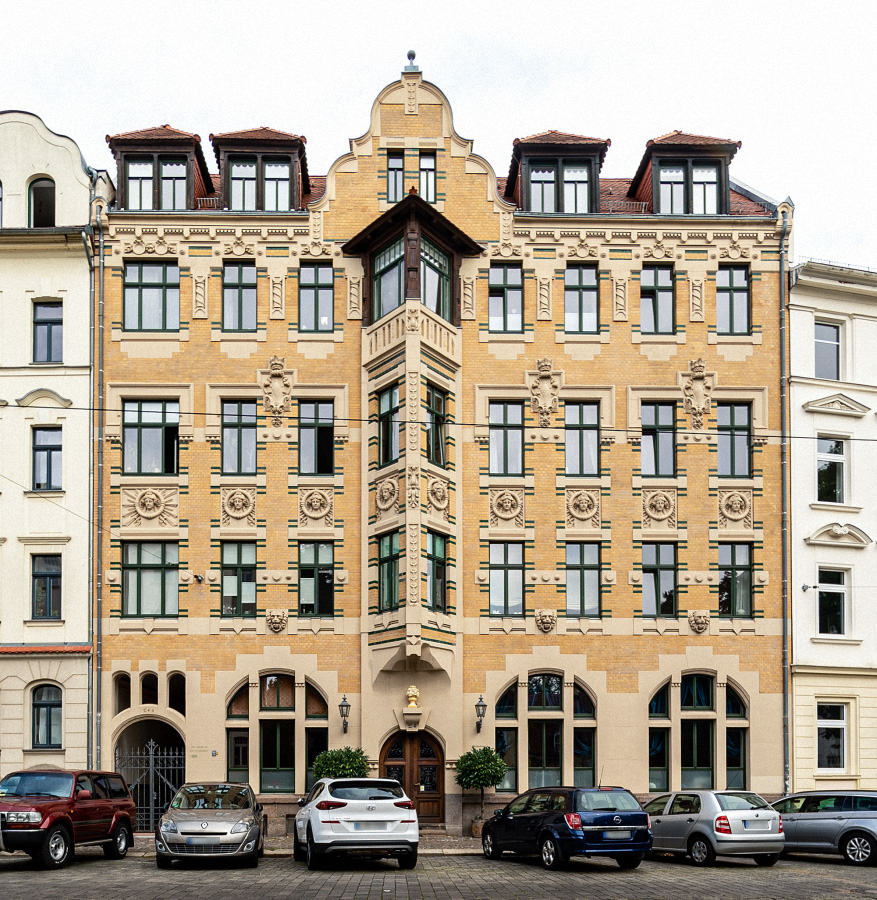
Ehemalige Gastwirtschaft „Kaiser Friedrich“ in der Menckestraße
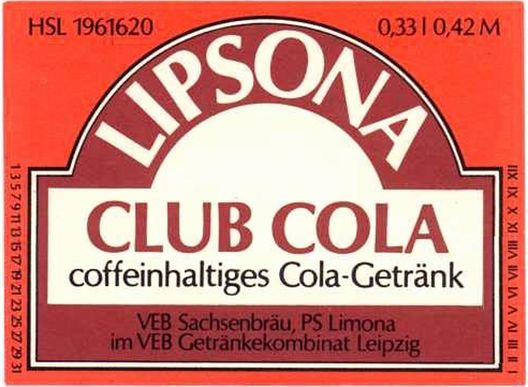
Lipsona Club Cola aus Gohlis